# Alexander Nätterlund
Nils Fridolf Alexander Nätterlund, ursprungligen Nordin, född 25 oktober 1988 i Täby, är en svensk pop- och hymnsångare, samt trumslagare. 
Han har tidigare varit trummis i bandet Stairs, som släppte sin debutplatta 2011. Samma år släpptes hymnen Elden inuti som officiell inmarschlåt till Örebro SK Fotboll och som Nätterlund sjunger. År 2012 presenterades Örebro Hockeys officiella hymn Tro i våra hjärtan, som Nätterlund tillsammans med Mikael Jinneskog och Mattias Nätterlund skrivit text och musik till, och som sjungs av Nätterlund.
Till SM-Veckan i Örebro 2015 har Nätterlund gjort en singel med bandet Höga Berget. Låten heter Under blåa bergets kant. Under 2021 släppte Nätterlund, tillsammans med sin bror Mattias, singeln Crossroads med deras gemensamma band Lake Omne.

### Webbkällor
- Här är nya ÖSK-låten
- Elden inuti
- Tro i våra hjärtan
- http://na.se/sporten/smveckan/1.2805058-lyssna-hyllningen-till-sm-veckan
- http://www.westsidefabrication.se/bands/stairs-2/
- https://rockfarbror.se/2021/03/har-ar-en-jattefin-synthpopballad-med-lake-omne/